# Martyr Lucifer
Martyr Lucifer (...) è un cantante italiano, anche attivo nei progetti metal Hortus Animae e Space Mirrors, oltre che nell'omonimo progetto solista che nasce nel 2011 con l'intento di sperimentare sonorità rock, darkwave e gothic.

## Biografia

### 1995-2002: Gli esordi nei Sabnack
Martyr Lucifer fondò i Sabnack nel 1995 assieme a Shred Blast Hypnos e Scorpios Androctonus. Nel 1996 con questa band pubblicò il primo lavoro su cassetta intitolato Quenching Thy Thirst For Hatred (Serpent Lust Arts, 1996). Fu poi dell'anno seguente la cassetta S/Side dei Sabnack pubblicata dalla francese Drakkar Productions ed intitolata Nefandus Pactum.
Nel 1997 Martyr Lucifer fondò assieme ad altri musicisti la band Hortus Animae, che inizialmente vide numerosi cambi di formazione, debuttando nel 2001 con una demo-track su Psychosonic! Volume 25, la compilazione allegata alla rivista Psycho!.

### 2003-2010: Tra Hortus Animae, Space Mirrors e Opposite Sides

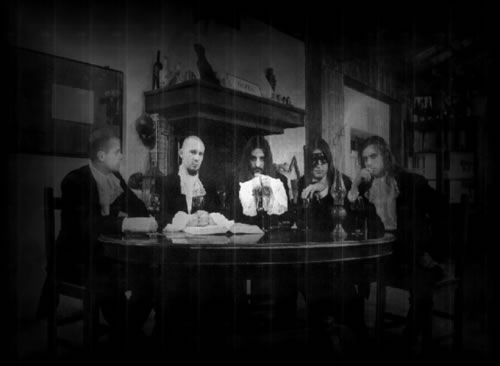
Martyr Lucifer con gli Hortus Animae nel 2005.

Ad inizio anni '00 Martyr Lucifer oltre alla sua adesione agli Hortus Animae (di cui era anche il frontman) e si unì anche agli Opposite Sides. Con i primi realizzò l'album di debutto della band intitolato Waltzing Mephisto ed uscito per l'etichetta greca Black Lotus nel 2003. Il disco, che mescolava sonorità gothic metal e symphonic death metal all'utilizzo di tecniche tipicamente progressive rock anni '70, era strutturato sulle linee di basso di Martyr Lucifer sulle quali costruiva anche uno screaming vocale tipicamente death metal. Del 2004 era invece il primo mini album autoprodotto degli Opposite Sides intitolato The Eclipse Of Existence, in cui Martyr Lucifer suonava la chitarra elettrica.
Nel 2005 gli Hortus Animae passarono alla Sleaszy Rider Records, con cui pubblicarono The Blow Of Furious Winds, un album che proseguiva la linea stilistica della band, e di cui spesso i recensori sottolineavano proprio le capacità vocali di Martyr Lucifer.
Nel 2007 Martyr Lucifer conobbe la musicista russa Alisa Coral, che lo coinvolse come membro stabile nel progetto internazionale space rock/metal chiamato Space Mirrors, con cui inaugurò una lunga collaborazione con l'album Majestic-12: A Hidden Presence (Sleaszy Rider Records, 2009). Fu poi sempre di questi anni l'album con gli Opposite Sides intitolato Soul Mechanics (2009) che fu pubblicato per la spagnola Mondongo Canibale Records, dopo il quale Martyr Lucifer lasciò la band senza partecipare alla registrazione del successivo Lost Inside (Rising Records, 2010).

### 2011-in poi: Militanza nei gruppi e carriera solista
Nel 2011 Martyr Lucifer decise di dare concretezza ad un progetto solista che già da anni andava configurandosi. E se gli Hortus Animae non pubblicavano album ormai da tempo, il progetto solista fu l'occasione per riunire alcuni membri della band attorno ad un nuovo concept. A Bless e Grom unì Arke degli Opposite Sides. Confluirono poi in questa nuova veste i contatti e le esperienze internazionali degli anni precedenti, aggregando attorno a sé l'artista ucraina Leìt, il batterista svedese Adrian Erlandsson (At the Gates, Paradise Lost) ed il bassista ucraino Vrolok (ex-Nokturnal Mortum, Ygg), per andare a realizzare quello che diventerà il suo primo album solista. Il debutto solista uscì nel 2011 per la Buil2Kill Records (con distribuzione Audioglobe) e si intitolava Farewell To Graveland. Le sonorità di stampo gothic metal venivano mescolate alla darkwave ed all'indie rock/alternative rock, senza tralasciare l'impronta cantautoriale che si spinge fino alla cover di "L’albero ed io" di Francesco Guccini. Al disco seguì il videoclip di The Horseride diretto da  Matteo Ermeti.
Nel 2012 Martyr Lucifer tornò a mettere la voce nel nuovo album degli Space Mirrors dal titolo In Darkness They Whisper (Transubstans Records, 2012) ispirato al lavoro di Howard Phillips Lovecraft, in cui il cantante scelse uno stile particolarmente "lugubre, monocorde e quasi paranoico". Nel disco compariva poi Nick Turner, già membro degli Hawkwind, una delle band seminali dello space rock britannico.
Nel 2013 Martyr Lucifer pubblica il suo secondo lavoro come solista intitolato Martyr Lucifer's Shards (Outline Rekordz), che raccoglieva tre EP inediti. Le canzoni davano più spazio alla voce di Leìt e vedevano collaborazioni di nuovi musicisti come Simone Mularoni (DGM, empYrios) alla chitarra e basso, Antarktica (DarkEnd) alla sezione archi, Dario Ciccioni (empYrios), oltre al già citato Adrian Erlandsson (At the Gates, Paradise Lost) alla batteria, ormai nell'organico in pianta stabile. Nello stesso anno uscì poi un nuovo album degli Space Mirrors intitolato The Other Gods (Transubstans Records, 2013) in cui Martyr Lucifer imposta spesso le linee vocali in modo monotono, come se fosse un narratore più che un cantante. Il duo Alisa Coral/Martyr Lucifer realizzarono poi anche il videoclip da studio del brano She-Devil.
L'attività solista di Martyr Lucifer diede poi nuovo slancio al progetto da tempo dormiente degli Hortus Animae che decisero di rilanciarsi con una doppia uscita datata 24 marzo 2014: da una parte un nuovo album dal titolo Secular Music (2014) edito per l'etichetta britannica Flicknife Records e dall'altra il doppio CD intitolato Godless Years e contenente inediti e rarità e pubblicato per la neozelandese Satanica, che per l'occasione invitò Martyr Lucifer a mettere la voce nel brano dei Beltane The Clatter Of The Tank Tracks inserito poi nel nono album della band intitolato Prosession Of The Equinoxes (Satanica, 2014). Negli anni successivi sempre con Hortus Animae vengono pubblicati There's No Sanctuary (BlackHeavens Music, 2016), Piove Sangue / Live in Banská Bystrica (BlackHeavens Music, 2018), Live At Velvet - April The 14th, 2001 (BlackHeavens Music, 2018), quest'ultimo registrato nello storico locale riminese Velvet Club.
Per comporre la nuova backing band del progetto solista, Martyr Lucifer si apre ancora alla scena metal internazionale, reclutando il batterista Fox e il chitarrista Alexios (Deadly Carnage) per preparare spettacoli dal vivo e il nuovo album. Nel frattempo viene pubblicato un nuovo singolo, Lady Bird, esclusivamente in digitale: una cover, come definita dall'artista, "futuristically vintage" di un classico di Nancy Sinatra e Lee Hazlewood.. Il nuovo album, registrato al Domination Studio di San Marino ed intitolato Gazing at the Flocks (Seahorse Recordings, 2017), fu invece strutturato come un concept che narrava "di un viaggio alla scoperta di un mondo nascosto, albergato da creature misteriose", approcciandosi al tema con uno sguardo "quasi scientifico e “zoologico”". L'album ebbe ottime recensioni nella stampa specializzata e non, come l'inglese Metal Hammer, la russa DarkCity o l'italiana Rockerilla. Il videoclip di Leda and the Swan (radio edit) fu invece diretto da Leìt.

## Collaboratori

### Collaboratori attuali
- Leìt: basso, voce, artwork
- Fox: batteria
- Alexios: chitarra, cori

### Ex collaboratori
- Arke: chitarra
- Vrolok: basso
- Bless: tastiere
- Grom: batteria
- Adrian Erlandsson: batteria
- Dario Ciccioni: batteria
- Simone Mularoni: basso, chitarra
- Antarktica: archi

## Discografia parziale

### Discografia solista

#### Album in studio
- 2011 - Farewell to Graveland
- 2013 - Martyr Lucifer's Shards
- 2018 - Gazing at the Flocks
- 2018 - Gazing at the Flocks / The Oniric Session

#### Raccolte
- 2013 - Shards

#### Singoli
- 2017 - Lady Bird
- 2018 - Leda and the Swan

#### Video
- 2012 - The Horseride (radio edit)
- 2013 - A Lesson in Murder
- 2016 - Lady Bird
- 2018 - Leda and the Swan (radio edit)

### Discografia con Hortus Animae
- 1998 - An Abode for Spirit and Flesh (demo)
- 2000 - The Melting Idols
- 2003 - Waltzing Mephisto
- 2004 - Windfall Introducing Summoning of the Muse (promo single)
- 2005 - The Blow of Furious Winds...
- 2008 - Funeral Nation / 10 Years of Hortus Animae (boxset)
- 2012 - Funeral Nation MMXII
- 2014 - Secular Music
- 2014 - Godless Years
- 2016 - There's No Sanctuary (EP)

### Discografia con Space Mirrors
- 2009 - Majestic-12: A Hidden Presence
- 2011 - Dreams of Area 51 / Space Beyond Space (7")
- 2012 - In Darkness They Whisper
- 2013 - The Other Gods
- 2014 - The Golden Path (EP)
- 2015 - The Street Remains (EP)
- 2015 - Stella Polaris

### Discografia con Opposite Sides
- 2004 - The Eclipse of Existence (demo)
- 2009 - Soul Mechanics